# Мирамон-д’Астарак
Мирамо́н-д’Астара́к (фр. Miramont-d'Astarac) — коммуна во Франции, находится в регионе Юг-Пиренеи. Департамент — Жер. Входит в состав кантона Миранд. Округ коммуны — Миранд.
Код INSEE коммуны — 32254.

## География
Коммуна расположена приблизительно в 610 км к югу от Парижа, в 80 км западнее Тулузы, в 15 км к юго-западу от Оша.
По территории коммуны протекает река Петит-Баиз.

## Климат
Климат умеренно-океанический. Лето жаркое и немного дождливое, температура часто превышает 35 °С. Зимой часто бывает отрицательная температура и ночные заморозки. Годовое количество осадков — 700—900 мм.

## Население
Население коммуны на 2010 год составляло 361 человек.
| 1962 | 1968 | 1975 | 1982 | 1990 | 1999 | 2010 |
| ---- | ---- | ---- | ---- | ---- | ---- | ---- |
| 282  | 265  | 223  | 253  | 314  | 345  | 361  |

## Администрация
| Период | Период | Фамилия                 | Партия | Примечания |
| ------ | ------ | ----------------------- | ------ | ---------- |
| 2001   | 2008   | Мари-Роза Даль-Карбонар |        |            |
| 2008   | 2020   | Кристиан Фальсето       |        |            |

## Экономика
В 2010 году среди 225 человек трудоспособного возраста (15-64 лет) 162 были экономически активными, 63 — неактивными (показатель активности — 72,0 %, в 1999 году было 65,5 %). Из 162 активных жителей работали 153 человека (77 мужчин и 76 женщин), безработных было 9 (4 мужчины и 5 женщин). Среди 63 неактивных 19 человек были учениками или студентами, 23 — пенсионерами, 21 были неактивными по другим причинам.

## Достопримечательности
- Замок Больё (XVII век)
- Церковь Св. Эгидия

## Фотогалерея

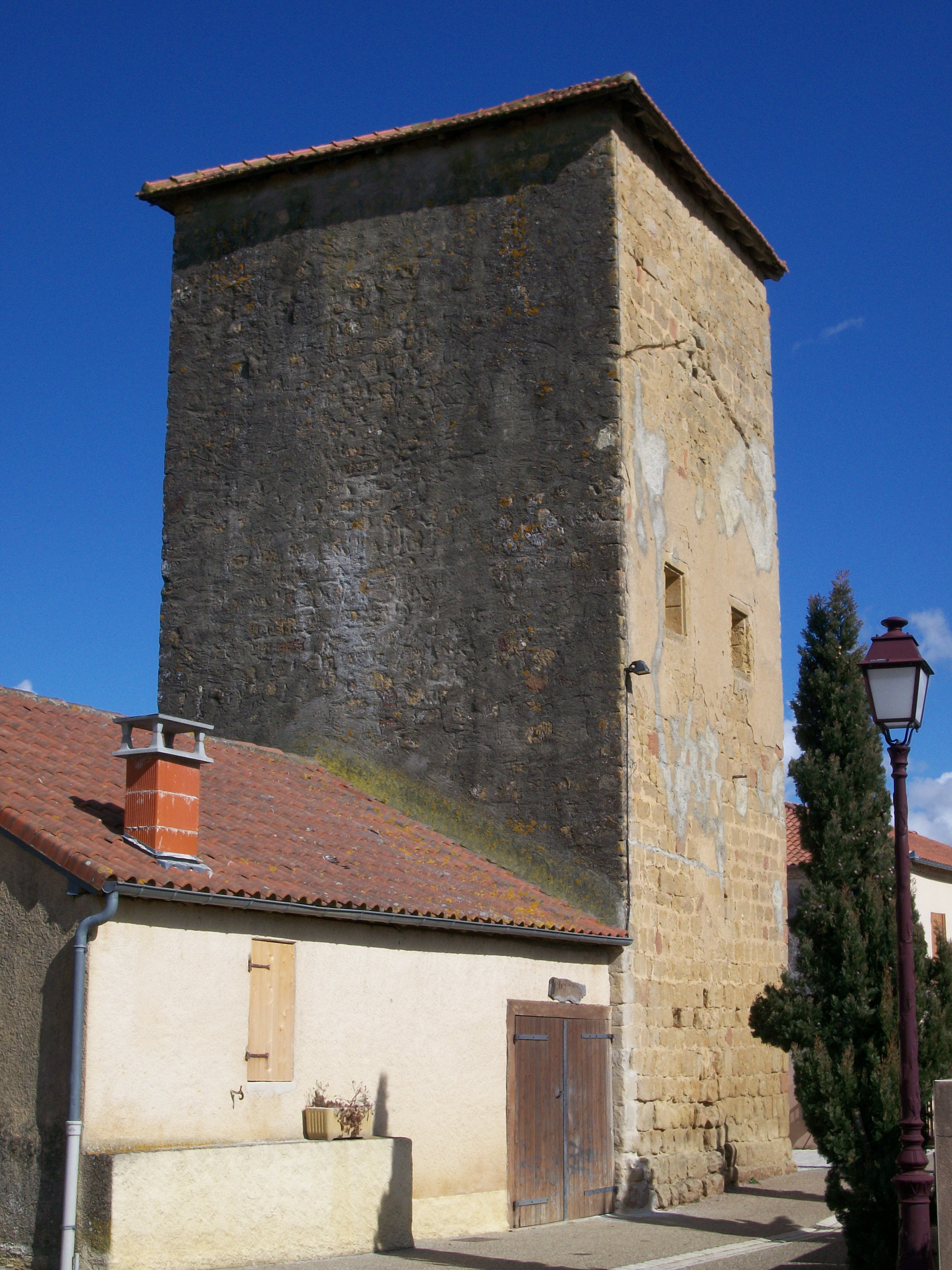
Башня
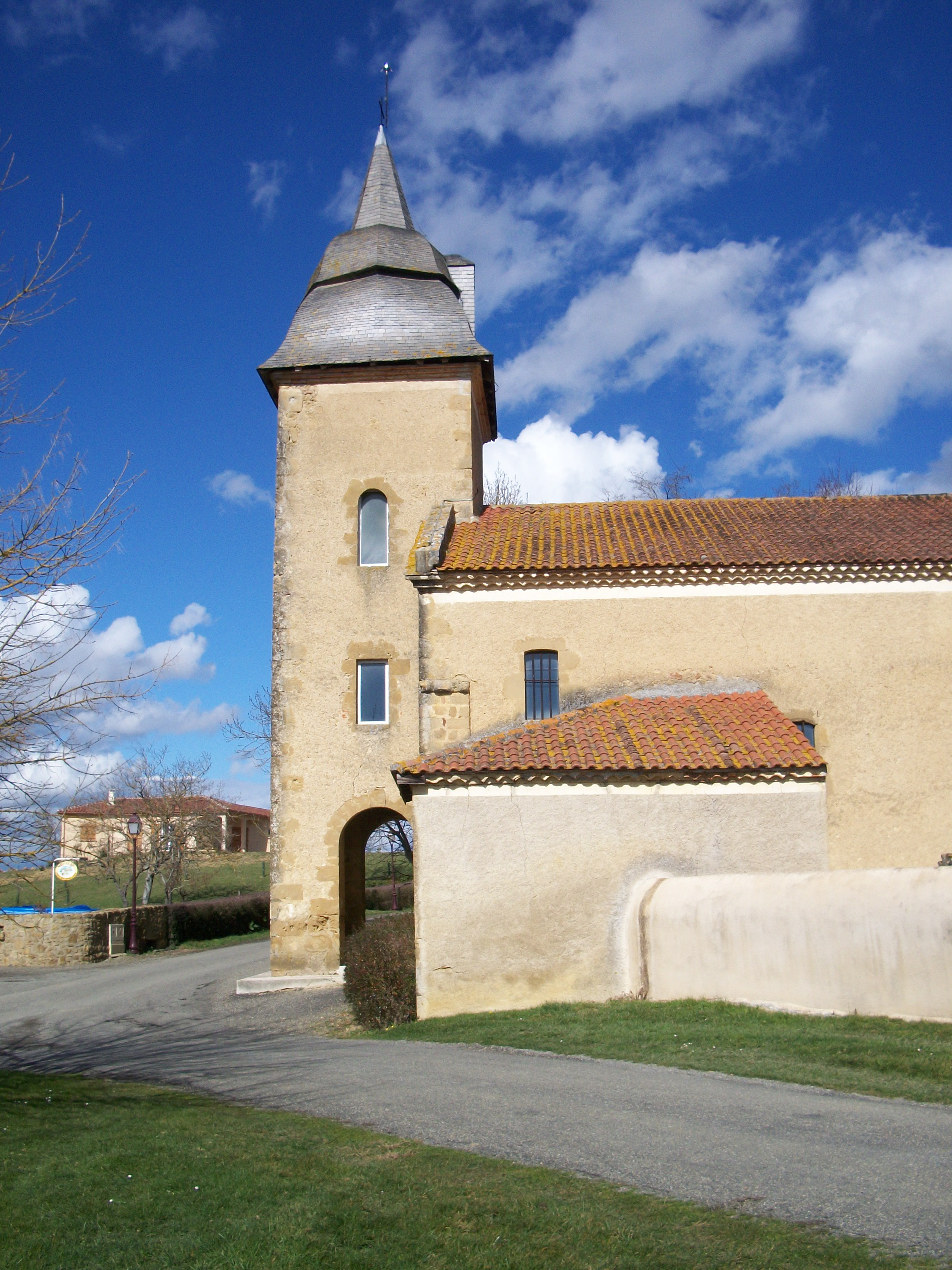
Церковь Св. Эгидия
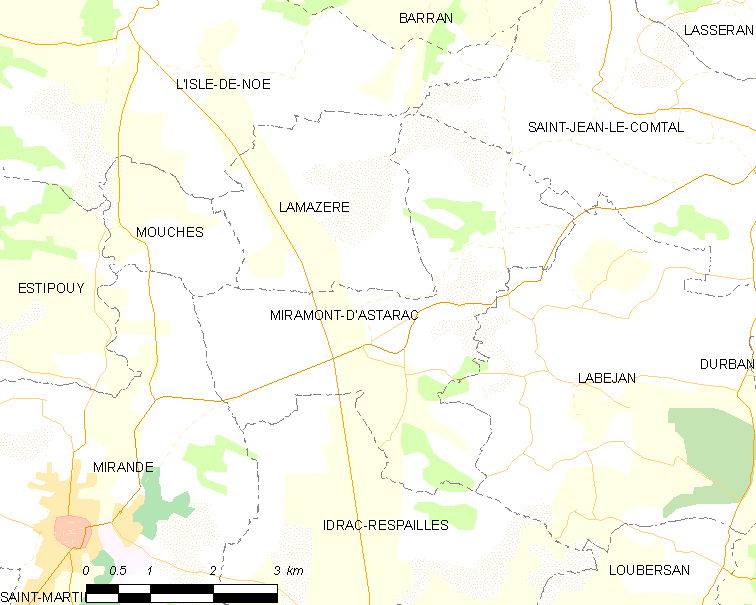
Карта коммуны